# Вейцман, Анна
Анна Вейцман (1886, Мотоль — 17 февраля 1963, Реховот) — израильский химик.

## Биография
Родилась в селении Мотоль (Мотыли) около Пинска в Российской империи, ныне Республика Беларусь. Отец, Евзор Хаимович Вейцман (1856—1911), служил чиновником конторы по сплаву леса; мать — Рахиль Михайловна Вейцман (Рахиль-Лея Чемеринская) (1857—1935); сёстры — Мария Евзоровна Вейцман (1893—?, врач), Гита Евзоровна (1887—1975, музыкальный педагог), Мария (Мерьям) Евзоровна Любжинская (1867—1947), Фрума Евзоровна (зубной врач), Мина Евзоровна (1907—1927); братья — Хаим Евзорович Вейцман (1874—1952, первый президент Израиля), Самуил Евзорович (1881—1939, инженер, расстрелян), Моше Евзорович (1878—1957, химик),  Хиель Евзорович Вейцман (1892—1957, агротехник). В доме Вейцмана царила атмосфера еврейской традиции, в которую, однако, проникли веяния просвещения и идеи еврейского национального возрождения.
Училась в Цюрихе с 1905 по 1912 год. Работала около года (1913—1914) в Манчестере в химической лаборатории университета, и жила в доме брата. После Первой мировой войны работала в Биохимическом институте в Москве под руководством профессора А. Н. Баха. Прибыв в Палестину в 1933 г. начала работать в институте Зив (позже переименованный в Институт Вейцмана) в Реховоте. С выходом на пенсию в 1959 была назначена почётным профессором института.